# ノミノツヅリ属
ノミノツヅリ属（ノミノツヅリぞく、学名：Arenaria、和名漢字表記：蚤の綴り属）はナデシコ科の属の一つ。

## 特徴
小型の一年草、越年草または多年草。葉は対生し、扁平または針状になる。花は単生するか円錐状の集散花序をなす。萼片は離生し、5個ある。花弁も5個で縁は全縁、色は白色、ときに花弁は退化して無い。雄蘂は10個。花柱はふつう3個。果実は蒴果となり、先端が6裂するか、ときに3裂してさらに浅く2裂する。種子の付属体「種枕」を持つ植物群は別属のオオヤマフスマ属 Moehringia L. とされる場合がある。
北半球の温帯から寒帯に約300種あり、チベット、ヒマラヤ、中央アジア、小アジア、地中海沿岸、アンデス山脈に多くが分布し、日本には5種ある。

## 種

### 日本に分布する種
- ノミノツヅリ Arenaria serpyllifolia L. -ユーラシア原産で、日本では北海道から琉球まで分布する。
  - ネバリノミノツヅリ Arenaria serpyllifolia L. var. viscida (Loisel.) DC. -全草に腺毛がある変種。
- オオヤマフスマ Arenaria lateriflora L. -北半球の温帯に広く分布し、日本では北海道から九州までで分布する。
- タチハコベ Arenaria trinervia L. -北半球の温帯に広く分布し、日本では北海道（中部以南）、本州（北部）、四国、九州に分布するが、かなり稀な種。絶滅危惧II類(VU)（2015年、環境省）。
- メアカンフスマ Arenaria merckioides Maxim. var. merckioides -北海道の知床半島、雌阿寒岳に分布し、高山の岩礫地に生育する。
  - チョウカイフスマ Arenaria merckioides Maxim. var. chokaiensis (Yatabe) Okuyama -本州の東北地方の鳥海山に特産する変種。月山の9合目にあるものは鳥海山から移植されたもの[3]。絶滅危惧II類(VU)（2015年、環境省）。
- カトウハコベ Arenaria katoana Makino -北海道の夕張岳、日高山脈、本州の早池峰山、谷川岳、至仏山に分布し、高山の蛇紋岩の岩礫地に生育する。絶滅危惧II類(VU)（2015年、環境省）。
  - アポイツメクサ Arenaria katoana Makino var. lanceolata Tatew. -基本種より葉が細く、北海道の夕張岳、アポイ岳に特産する変種。

### その他の種
- アレナリア・モンタナ Arenaria montana ピレネー山脈からポルトガル

## ギャラリー
- ノミノツヅリ
- オオヤマフスマ
- チョウカイフスマ
- カトウハコベ
- アレナリア・モンタナ

## 分類
ノミノツヅリ属 Arenaria は、蒴果が6裂するが、蒴果が3裂するタカネツメクサ属 Minuartia を含め、これを広義のタカネツメクサ属 Arenaria とする場合もある。